# MS Aramis
«Арамис» (фр. MS Aramis) — французский океанский лайнер. После вступления Франции во Вторую мировую войну реквизирован и переоборудован во вспомогательный крейсер. В 1940 году «Арамис» был разоружен согласно условиям Компьенского перемирия. Реквизирован Японией в 1942 году, переименован в «Тейя-мару» для использования в качестве войскового транспорта. В 1943 году участвовал в миссии по обмену репатриантами. Продолжал перевозить войска между Сингапуром, Японией и Филиппинами до 1944, пока не был потоплен американской подводной лодкой USS Rasher.

## История постройки
Постройка «Арамис» началась в 1931 году на верфи Forge et Chantiers et Ateliers de la Mediterranee по заказу французской компании Messageries Maritimes для эксплуатации на европейско-азиатских маршрутах. Лайнер был спущен на воду 30 июня 1931 года, закончен в октябре 1932 года.

## Французский лайнер
Первый рейс лайнер совершил 21 октября 1932 года из Марселя. В 1933 году «Арамис» перешёл к Compagnie Générale Transatlantique и выполнял рейсы в Порт-Саид, Джибути, Коломбо, Пинанг, Сингапур, Сайгон, Гонконг, Шанхай и Кобе.
В июле 1933 года сел на мель в районе архипелага Чжоушань. Отбуксирован в Японию французским крейсером Primauguet. В 1935 году «Арамис» прошёл модернизацию на верфи La Ciotat. Длина судна была увеличена на 9 метров, дизели были форсированы до 15 600 л. с., что позволило увеличить максимальную скорость с 16 до 19 узлов.
4 сентября 1939, на следующий день после объявления Францией войны Германии, «Арамис» был переоборудован в Сайгоне во вспомогательный крейсер. Получил имя X-1, установлено вооружение: восемь 138-мм орудий, 8 пулемётов и по два 75 и 37-мм зенитных орудия. В 1940 году X-1 осуществлял патрулирование между Гонконгом и Сингапуром, затем патрулировал Зондский пролив, Сиамский залив и Южно-Китайское море. 1 августа 1940 года демилитаризован. Вооружение было снято, судно переименовано обратно в «Арамис».

## Японский императорский флот
В начале 1942 года Япония реквизировала множество французских судов в Индокитае. В июне 1942 года бывшим владельцам «Арамиса» назначена ежемесячная компенсация в размере 168 346 йен. Судно было переименовано в «Тейя-мару» (яп. 帝亜丸) и передано государственной компании Teikoku Senpaku. Вместе с 569 военнопленными и грузом «Тейя-мару» вышел из Сайгона в Иокогаму, где прошёл обслуживание в доке Мицубиси, после чего поступил в распоряжение Императорского флота Японии.
Осенью 1943 года «Тейя-мару» используется в миссии по обмену репатриантами между Японией и США. Судно перевозит около 80 интернированных граждан США из Японии, из занятых Японией Филиппин — несколько десятков католических священников и монахинь, семьи протестантских священников. Ещё 27 человек — из Сайгона, затем в Сингапуре — несколько сотен человек персонала американских компаний. Всего при выходе из Сингапура на борту «Тейя-мару» было 1525 пассажиров: 1270 американцев, 120 канадцев, 15 чилийцев и несколько граждан Британии, Панамы, Испании, Португалии, Кубы и Аргентины. 19 октября в порту Мормугао (португальское Гоа) состоялся обмен на 1340 граждан Японии, прибывших на шведском лайнере Gripsholm.
В дальнейшем «Тейя-мару» использовался в качестве войскового транспорта для перевозок между Индокитаем, Сингапуром и Филиппинами. В июне 1944 перевозил около 1000 военнопленных антигитлеровской коалиции, использовавшихся на постройке Тайско-Бирманской железной дороги, из Сингапура в Модзи.

### Потопление

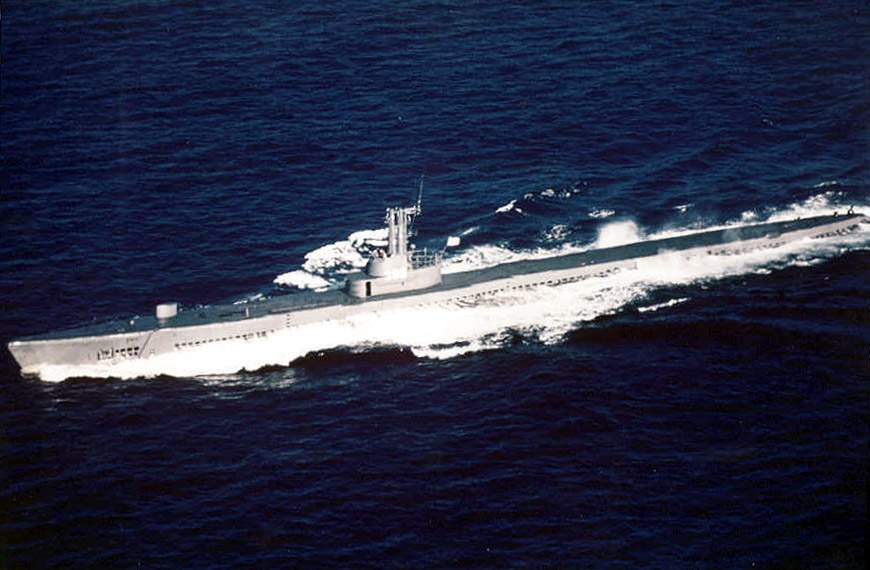
Подводная лодка USS Redfish (SS-395).

10 августа 1944 года «Тейя-мару» вышел из сингапурского залива Имари в составе крупного конвоя Hi-71. Конечной точкой маршрута этого конвоя была Манила — японцы перебрасывали большое количество войск для обороны Филиппин. «Тейя-мару» принял на борт 5 478 человек: обслуживающий персонал ВВС, части 358-го отдельного пехотного батальона и 13-го полка 26-й дивизии. Защиту конвоя обеспечивали два эсминца и шесть эскортных кораблей.
18 августа в условиях тайфуна, американская подводная лодка Redfish осуществила первую торпедную атаку, существенно повредив танкер «Эйо-мару». Два эсминца вынуждены был сопровождать его в Такао — защита конвоя была существенно ослаблена. Во время следующей атаки подлодка USS Rasher потопила эскортный авианосец «Тайо-мару» и танкер «Тейо-мару». Ещё через час, в 23:12, Rasher атаковал «Тейя-мару» двумя торпедами. Обе попали в цель, на судне начался пожар, закончившийся взрывом и потоплением в точке10°09′ с. ш. 119°56′ в. д.. Погибло 2 665 человек.